# Deutscher Filmpreis
Le Deutscher Filmpreis (« Prix du film allemand »), surnommé Lola, est une récompense de cinéma allemande décernée par la Deutsche Filmakademie (« Académie du film allemand ») et la Filmförderungsanstalt (« Organisme de promotion des films ») depuis 1951.

## Deutscher Filmpreis
À l'instar des Oscars américains ou des César français, le Deutscher Filmpreis couronne les meilleurs films, acteurs, réalisateurs et techniciens du cinéma allemand. Une cérémonie se tient chaque année en avril à Berlin.
Depuis 1999, les formes féminines du trophée ont valu à la statuette dorée le surnom de « Lola », en référence aux nombreuses occurrences de ce prénom dans les productions cinématographiques allemandes (le rôle de Marlène Dietrich dans L'Ange bleu, les films de Fassbinder, Lola, une femme allemande et de Tom Tykwer, Cours, Lola, cours).

## Historique
Les Deutsche Filmpreise sont remis par la Deutsche Filmakademie (« l'académie du film allemand ») depuis 2005. Ils remplacent les Bundesfilmpreis (« prix fédéral du film ») créés en 1999.

## Catégories de récompense
- Meilleur film ou « Lola d'or » (Bester Spielfilm)
- Meilleure réalisation (Beste Regie)
- Meilleur acteur (Beste darstellerische Leistung – männliche Hauptrolle)
- Meilleure actrice (Beste darstellerische Leistung – weibliche Hauptrolle)
- Meilleur acteur dans un second rôle (Beste darstellerische Leistung – männliche Nebenrolle)
- Meilleure actrice dans un second rôle (Beste darstellerische Leistung – weibliche Nebenrolle)
- Meilleur scénario (Bestes Drehbuch)
- Meilleure photographie (Beste Kamera)
- Meilleur montage (Bester Schnitt)
- Meilleurs décors (Bestes Szenenbild)
- Meilleurs costumes (Bestes Kostümbild)
- Meilleur son (Beste Tongestaltung)
- Meilleure musique (Beste Musik)
- Meilleur film documentaire (Bester programmfüllender Dokumentarfilm)
- Meilleur film pour enfants (Bester programmfüllender Kinderfilm)

### Prix spéciaux
- Prix d'honneur (Ehrenpreis)
- Prix du public (Publikumspreis)
- Prix Bernd Eichinger (Bernd Eichinger Preis)